# O-Bahn
Adelaide O-Bahn – najszybszy i najdłuższy na świecie (12 km) tor autobusowy. Tor O-Bahn został otwarty w Adelaide w 1986, cena całego przedsięwzięcia wyniosła 98 milonów dolarów australijskich. Tor zaczyna się w centrum miasta i biegnie do dzielnicy Tea Tree Gully, gdzie kończy się przy centrum handlowym Tea Tree Plaza. Podróż, włączając fragment przejeżdżany po ulicach Adelaidy, trwa około 20 minut.
Zasada działania O-Bahnu jest prosta – konstrukcja składa się ze specjalnego  betonowego toru, niewiele szerszego od autobusu. Zmodyfikowane autobusy mają zamontowane dodatkowe kółko prowadzące, które jest podłączone do przedniej osi. Po wjeździe na tor, autobus sterowany jest automatycznie, a kierowca zmienia jedynie prędkość pojazdu. Adaptacja autobusu jest na tyle drobna, że pojazdy przystosowane do jazdy po O-Bahn poruszają się także normalnie na zwykłych drogach. Zmodyfikowane autobusy mogą jeździć po torze O-Bahnu z prędkością ponad 100 km/h. W obecnej postaci system jest zdolny do przetransportowania 18 000 osób na godzinę w każdą stronę.